# Дружество със съучастие
Дружеството със съучастие (ДС) е вид търговско дружество, непознато за българското законодателство, но с някои приложения в практиката. Този тип дружества са регламентирани в някои западноевропейски страни – Германия, Италия и Франция.
ДС се определя още като тайно, скрито анонимно тацитно дружество, тъй като в него има 2 обособени групи съдружници – явни(трябва да е поне един) и скрити (поне един). И явните, и скритите съдружници могат да са както физически, така и юридически лица, като явният задължително трябва да има качеството „търговец“ (но не е задължително за скрития съдружник).

## Същност
ДС е хибрид между командитно дружество и дружество по Закона за задълженията и договорите (по-известно като гражданско дружество). На практика ДС не е търговско дружество, няма задължение за вписването му в Търговски регистър, нито е юридическо лице. ДС съществува само в отношенията между скрития и явния съдружник. По отношения на третите лица няма никакво дружество. То няма своя фирма, предмет на дейност нито имущество. Във всички отношения с трети лица участва явният съдружник, който поема правата и задълженията, сключва сделките, носи отговорност.
ДС възниква на основата на договор между скрития и явния съдружник. Договорът за образуване на ДС е неформален и ненаименован (няма изрична законодателна уредба). С този договор скритият съдружник се задължава да направи вноска — парична или апортна, срещу което получва правото да участва в разпределението на печалбата от дейността на търговеца – явен съдружник. Вноската може да е участие във всички сделки на явния съдружник или само в някои. Скритият съдружник поема и част от реализираните загуби, обикновено до размера на направената вноска. Законодателствата, които допускат ДС, посочват, че скритият съдружник може да участва само в печалбите, но не и в загубите. Според българското законодателство това е недопустимо. В договора между скрития и явния съдружник се уреждат и други взаимоотношения, като определяне на вида, срока, размера и начина на внасяне на вноската, начина за разпределение на печалбите и загубите, контрол на скрития съдружник върху дейността на явния и други.

## Приложение
Дружеството със съучастие има чисто практическо приложение. Много често на един търговец са нужни средства, но не желае или не може да тегли банкови заеми. Поради това си намира скрит съдружник, който да осигури тези средства. Причините за участие на скрития съдружник могат да бъдат от различно естество: избягване на данъчно облагане, наложена забрана за съучастие в търговски дружества, избягване на нежелана публичност и други.